# أبو بكر البزار
أَبو بكر البزّار هو الحافظ الشهير أَبو بكر أَحمد بن عمرو بن عبد الخالق البزّار صاحب «المسند» المتوفّى سنة 292، كما عرفت من كلام المناوي الآنف الذكر.
قال الذهبي: «الحافظ العلاّمة أبو بكر أحمد بن عمرو بن عبد الخالق البصري، صاحب المسند الكبير المعلّل...».
ووصفه الذهبي أيضاً بـ «الشيخ الإمام الحافظ الكبير لا يُعرف بالضبط سنة مولده وهكذا وُصف واُثني عليه في المصادر التاريخية والرجاليّة.